# Palais Sándor (Budapest)

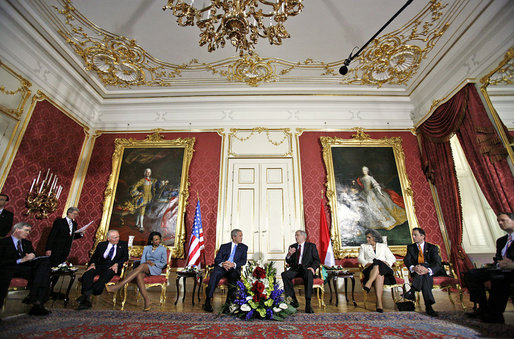
Treffen zwischen dem ungarischen Staatspräsidenten László Sólyom und U.S.-Präsident George W. Bush im Maria-Theresien-Zimmer des Palais Sándor (2006)

Das Palais Sándor-Pallavicini (ungarisch Sándor-palota) ist ein historisches Stadtpalais im Burgviertel von Budapest. Es befindet sich unmittelbar neben dem Burgpalast und dient seit 2003 als offizieller Amtssitz des ungarischen Staatspräsidenten.

## Geschichte
Das Grundstück gelangte 1803 in den Besitz der Familie Sándor. Diese beauftragte anschließend den österreichischen Architekten Johann Nepomuk Amann ein Palais für die Familie zu errichten. Moric Sándor verkaufte das Gebäude 1830 an die Familie Pallavicini. Ab 1867 diente es Ministerpräsident Graf Gyula Andrássy als Sitz der Regierungskanzlei. Im Jahr 1881 ließ er das Palais von der Regierung gegen ein anderes Grundstück an der Andrássy-Straße in Budapest eintauschen, wo die Familie Pallavicini ein neues Palais Pallavicini errichten ließ und hierfür den Architekten Gusztáv Petschacher beauftragte. Am 3. April 1941 beging Ministerpräsident Graf Pál Teleki in dem Gebäude angeblich Selbstmord, aus Verzweiflung über seine gescheiterte Außenpolitik gegenüber dem nationalsozialistischen Deutschland. Während der Schlacht um Budapest im Winter 1944/45 wurde das Palais schwer beschädigt und 1945 von sowjetischen Soldaten geplündert.
Nach dem Zerfall des Ostblocks wurde es wiederaufgebaut; die Innenräume wurden 2002 mit Hilfe von Dokumenten aus dem Familienarchiv der Pallavicini rekonstruiert.
Seit Januar 2003 ist es Sitz des Staatspräsidenten.

## Architektur
Das Palais hat drei Stockwerke. Die Architektur ist klassizistisch. An der Fassade erstreckt sich ein langer Steinfries.